# Rishod Sobirov
Rishod Sobirov (Burbogi, Uzbekistan, 11. rujna 1986.) je uzbekistanski judaš. Osvajač je dvije olimpijske brončane medalje (Peking 2008. i London 2010.) te je dvostruki svjetski prvak (2010. i 2011.) u svojoj težinskoj kategoriji do 60 kg.

## Olimpijske igre

### OI 2008. Peking
| Peking 2008.            | Peking 2008. | Peking 2008.    | Peking 2008.    |
| Protivnik               | Zemlja       | Uspjeh          | Natjecanje      |
| ----------------------- | ------------ | --------------- | --------------- |
| Omar Rebahi             | Alžir        | 1001:0; pobjeda | 2. krug         |
| Pavel Petříkov          | Češka        | 1:0; pobjeda    | 3. krug         |
| Choi Min-Ho             | Južna Koreja | 0:1001; poraz   | četvrtfinale    |
| Masoud Haji Akhondzadeh | Iran         | 10:1; pobjeda   | repesaž         |
| Frazer Will             | Kanada       | 11:0; pobjeda   | repesaž         |
| Dimitri Dragin          | Francuska    | 1:0; pobjeda    | borba za broncu |

### OI 2012. London
| London 2012.    | London 2012. | London 2012.    | London 2012.    |
| Protivnik       | Zemlja       | Uspjeh          | Natjecanje      |
| --------------- | ------------ | --------------- | --------------- |
| Ludwig Paischer | Austrija     | 210:0; pobjeda  | 2. krug         |
| Javier Guédez   | Venezuela    | 1000:0; pobjeda | 3. krug         |
| Felipe Kitadai  | Brazil       | 100:1; pobjeda  | četvrtfinale    |
| Arsen Galstjan  | Rusija       | 0:10; poraz     | polufinale      |
| Sofiane Milous  | Francuska    | 10:3; pobjeda   | borba za broncu |

## Vanjske poveznice
- Sports-Reference.com  Arhivirana inačica izvorne stranice od 4. ožujka 2016. (Wayback Machine)